# Cavaller negre

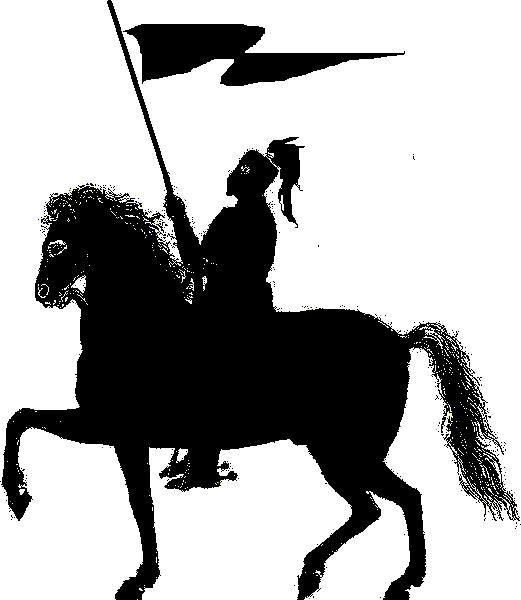

El Cavaller negre és un personatge que apareix diverses vegades i sota diverses formes en la literatura artúrica. En general és algú que amaga la seva identitat real sota la seva armadura fosca, pel que se l'associa sovint amb la maldat o, si més no, amb l'angúnia i la inseguretat, ja que el color negre es relaciona amb la mort. Aquest tipus de personatge s'ha instal·lat en la cultura popular i ha inspirat tota una sèrie d'autors tant en literatura com al cinema.

## En laMatèria de Bretanya
A Ivany, el cavaller del lleó, de Chrétien de Troyes (segle XII), ja hi apareix un sobrenatural cavaller negre.
En l'obra de principis del segle XIV Sir Perceval de Gal·les hi ha un cavaller negre que, gelós en assabentar-se que la seva muller ha intercanviat anells amb Perceval, la lliga a un arbre. Per a alliberar-la, Perceval desafia el cavaller i el derrota, explicant-li finalment que es tractava d'un intercanvi del tot innocent.
A El conte de Sir Gareth, en el llibre IV de La mort d'Artús (segle xv), també s'hi menciona un cavaller negre que va ser assassinat per Gareth quan viatjava a Lyonesse.
D'altra banda, en l'obra en neerlandès mitjà Moriaen, del segle xiv, el seu protagonista homònim és fill d'una princesa de pell negra i du, a més, una armadura i un escut d'aquest color, pel que se l'anomena ocasionalment "cavaller negre".
En el romanç de Richard Johnson, Tom a Lincoln (principis del segle XVII), hi apareix un cavaller negre que és fill de Tom (fillastre del rei Artús) i d'Angèlica (filla del Preste Joan). Així, aquest cavaller negre és net del rei Artús, encara que el seu nom real no serà mai revelat. Va matar la seva mare després que el fantasma del seu pare li digués que aquesta l'havia assassinat. Més tard es va unir amb el Cavaller de les fades, el seu germanastre, amb qui va viure diverses aventures.

## Literatura moderna i altres
Hi ha un cavaller negre en obres més tardanes com:
- Idylls of the King (entre 1859 i 1885), 12 poemes narratius d'Alfred Tennyson
- Ivanhoe (1820), novel·la de Sir Walter Scott

Al cinema es poden destacar:
- El cavaller negre, pel·lícula britànica dirigida per Tay Garnett i estrenada el 1954, amb Alan Ladd i ambientada en l'època del Rei Artús.
- El Cavaller negre hilarant que apareix a Monty Python and the Holy Grail.
- Black Knight, pel·lícula còmica del 2001 amb Martin Lawrence.